# 후지타 스스무

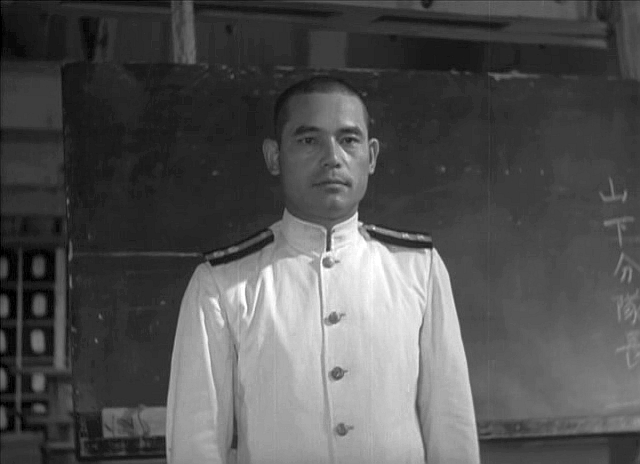

후지타 스스무(Susumu Fujita, 1912년 1월 8일 ~ 1991년 3월 23일)는 일본의 배우이다.
구루메시에서 태어났으며 시부야구에서 사망하였다. 사인은 간암이다.

## 도서
- 시부야에서 일하는 사장의 고백
- 운을 지배하다
- 藤田晉の成長論 (單行本)
- 澁谷ではたらく社長の 告白
- 내 인생을 상장하라